# Гребінник звичайний
Гребінник звичайний, або гравілат міський, (Geum urbanum L.) — багаторічна трав'яниста рослина родини розових (Rosaceae) 40—60 см заввишки з прямостоячими, м'яковолосистими стеблами.

## Вигляд
Прикореневі листки ліроподібно-перистороздільні, з великою ниркоподібною верхівковою часткою і меншими округлояйцеподібними бічними частками. Стеблові листки чергові, трироздільні, як і прикореневі, притиснуто-волосисті, прилистки великі. Листочки по краю надрізано-зубчасті, з великим верхнім сегментом. Квітки прямостоячі, дрібні (6—10 мм у діаметрі), правильні, розміщені на верхівках стебел, з подвійною вільнопелюстковою оцвітиною. Листочків підчаші й чашолистків по п'ять. Пелюсток п'ять. Вони жовті, оберненояйцеподібні. Тичинок і маточок багато, стовпчики верхівкові, зчленовані у верхній частині. Зав'язі верхні. Плід — збірний, складається з численних горішкоподібних сім'янок, з довгим на верхівці загнутим носиком. Усі насінини мають невеликі гачечки, які легко чіпляються за одяг людини й шерсть тварин, завдяки чому розповсюджуються на великі відстані.

## Місця зростання
Широко розповсюджена лісова рослина-бур'ян. Її можна побачити в тінистих лісах, у парках і чагарниках по всій Україні. Гребінник звичайний росте в листяних, рідше мішаних лісах, інколи серед чагарників, по засмічених місцях, уздовж доріг. Тіньовитривала рослина. Цвіте у травні — червні.
Гребінник звичайний поширений майже по всій Україні. Райони заготівель — Полісся, Лісостеп, північна частина степу. Запаси сировини значні.

## Практичне використання
Лікарська, харчова, танідоносна, фарбувальна рослина.
У народній медицині використовують кореневища і корені гребінника. Вони мають протизапальну й антисептичну дію. Рекомендуються при хворобах шлунково-кишкового тракту, при запаленні кишок, блюванні, кольках, при розладі печінки і жовчного міхура, геморої, тривалих кровотечах, туберкульозі, золотусі, рахіті, при гострих бронхітах. Корені використовують при кровотечах ясен і як заспокійливий засіб. Вони містять ефірні олії з ароматом гвоздики, крохмаль, смоли, глюкозид геїн, флавони. Стебла з листками вживають інколи при кровотечах, туберкульозі, кривавому проносі.
У ветеринарній практиці корені дають коровам при кривавій сечі.
Корені гребінника містять таніди (до 40 %) і можуть бути дубильною сировиною. З них добувають чорну і коричневу фарби.

### У харчуванні
Листки гребінника звичайного містять вітамін С (до 123,6 мг %) і разом з листками придатні для приготування салатів, зелених борщів, супів і супових пюре (подрібнені листки надають супам пряного присмаку). Корені гребінника кладуть у пиво для надання йому приємного смаку й аромату та для запобігання окисленню. Настій сухих коренів разом з шкіркою помаранчі надає білому вину присмаку вермуту. Навіть латинська назва роду Geum походить від грецького смачний, приємний.
На пасовищах гребінник поїдають дрібна і велика рогата худоба, свиня і кінь.

## Збирання, переробка та зберігання
Корені гребінника збирають навесні або восени, сушать у затінку, зберігають у коробках.

## Галерея

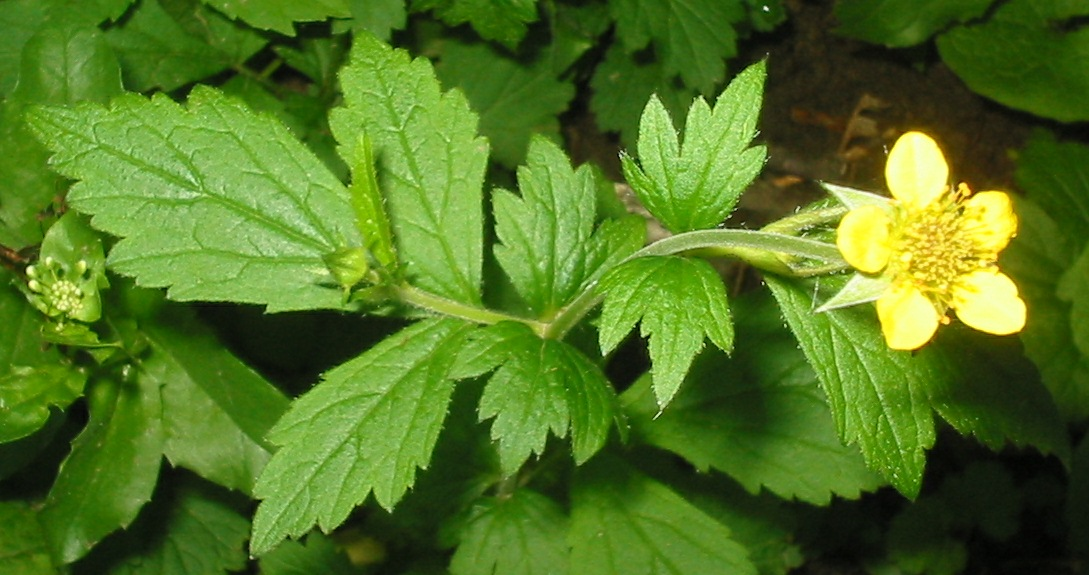
Квітка
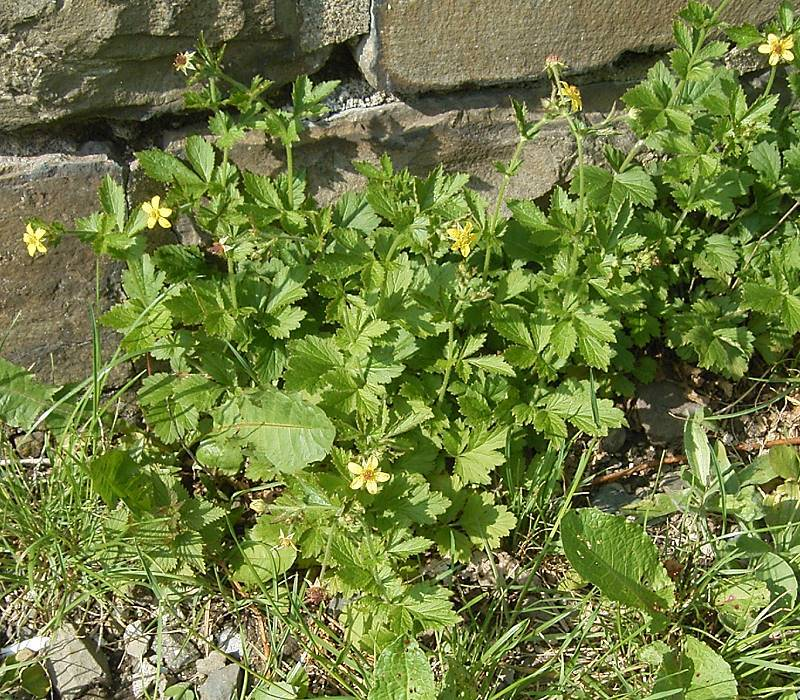
Загальний вид рослини
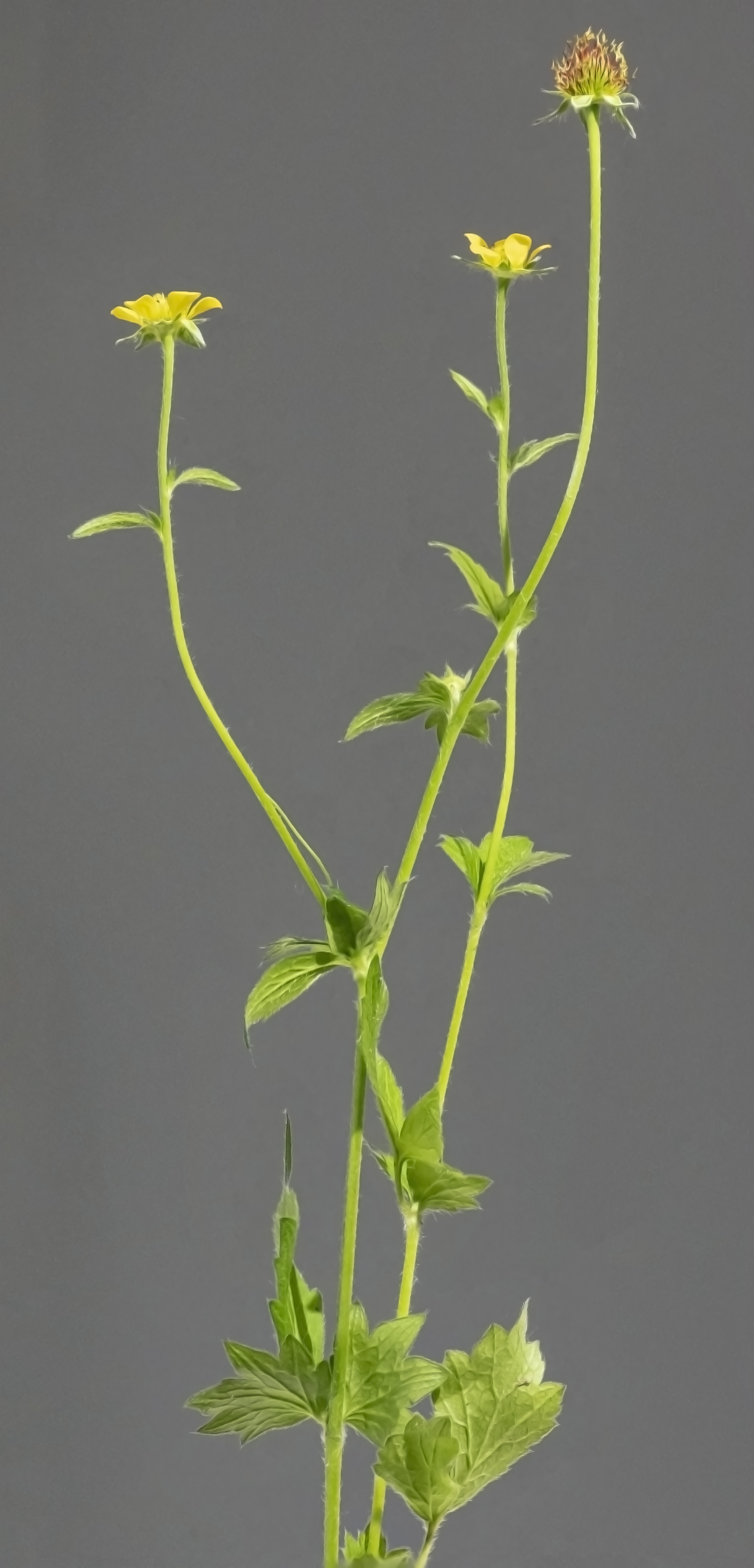
Загальний вигляд рослини
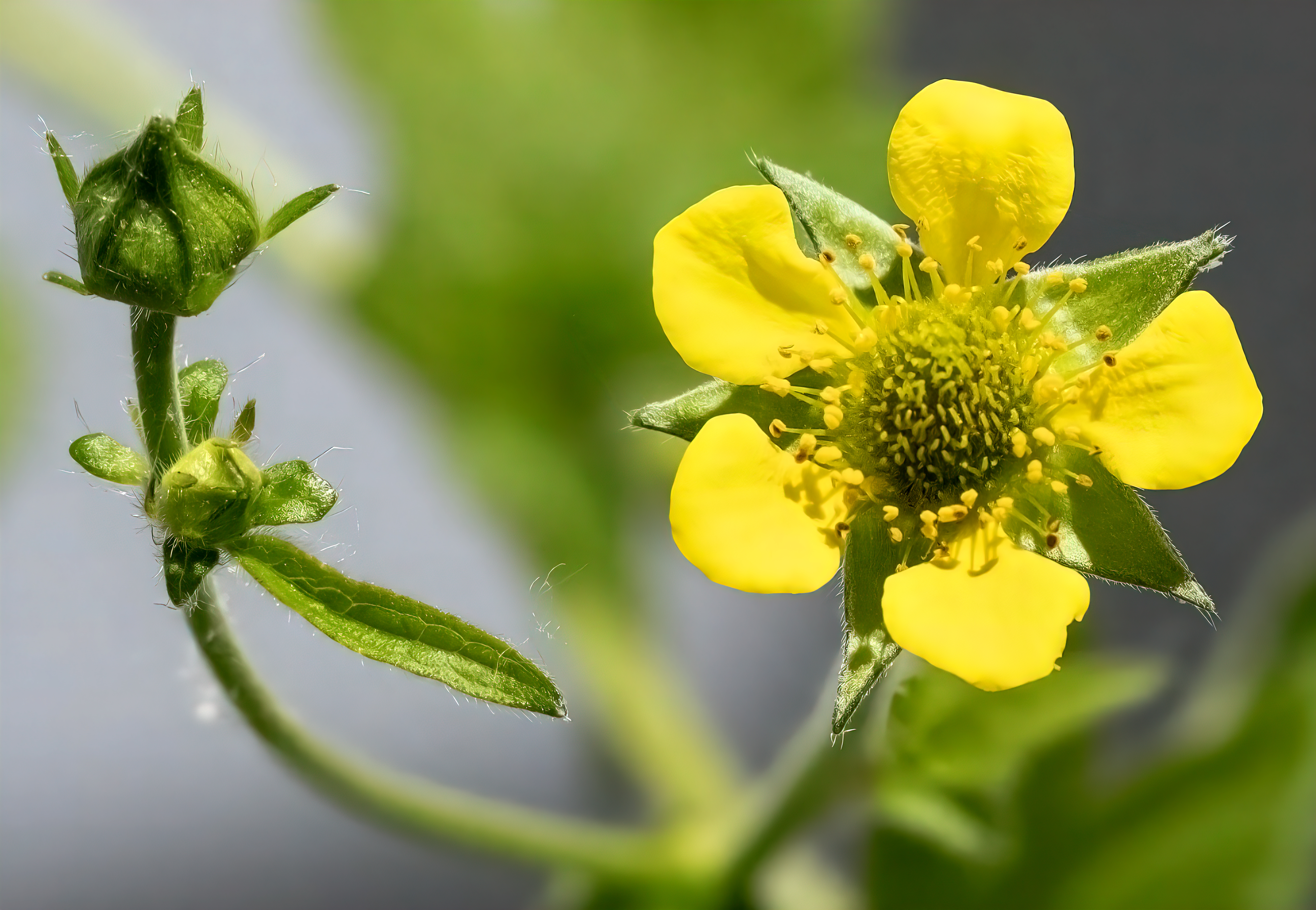
Бутони і квітка.
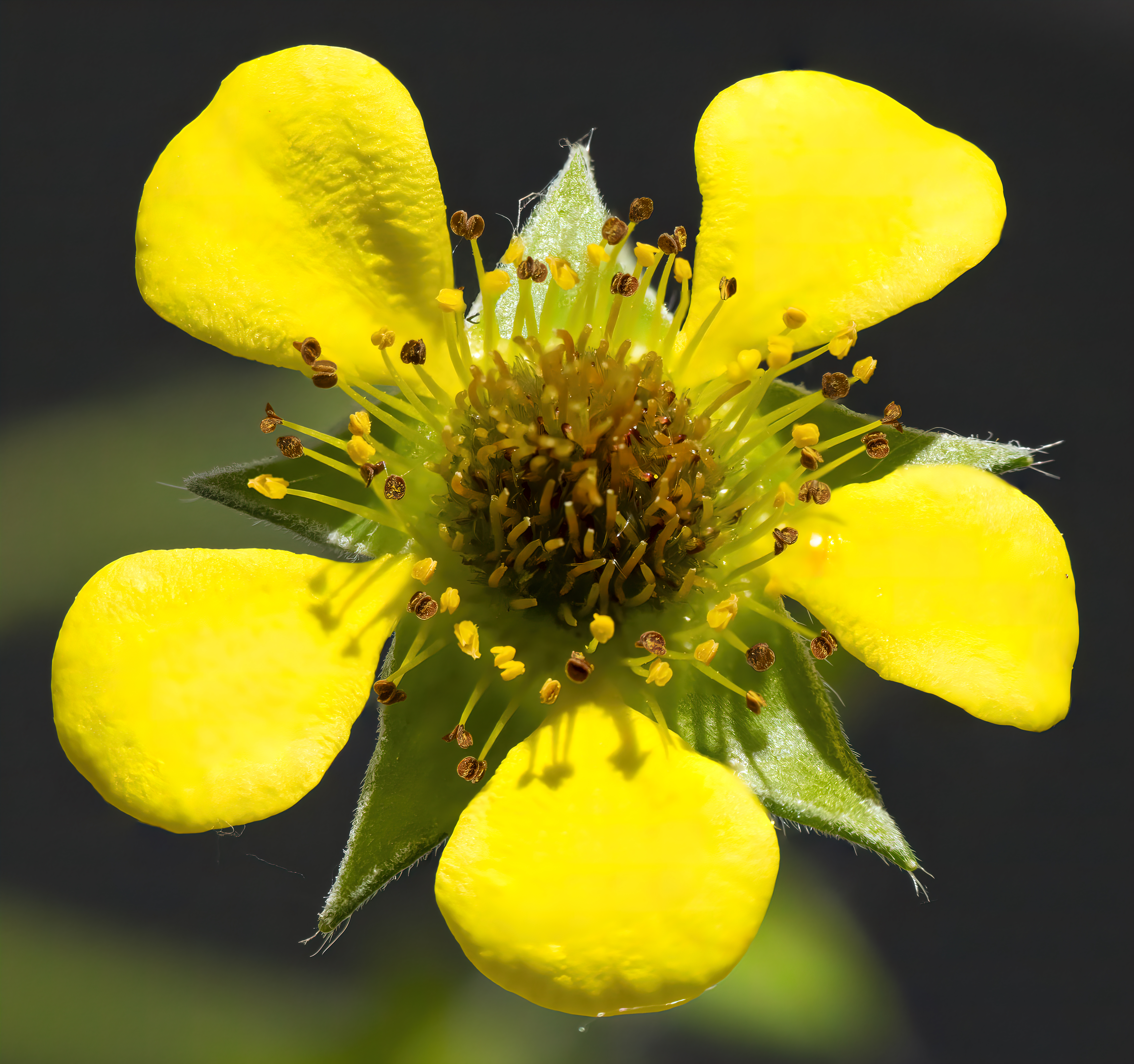
Квітка
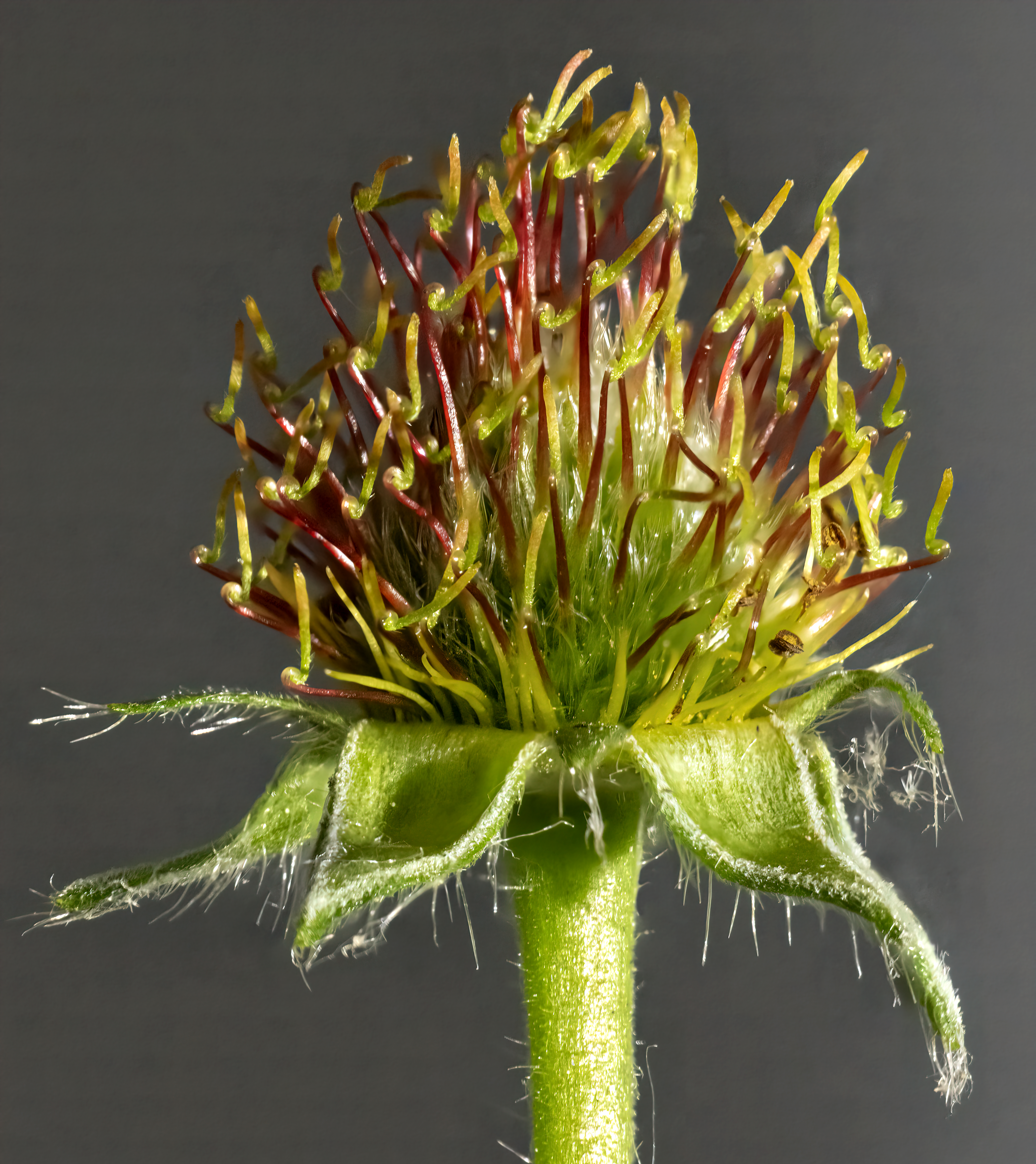
Незрілі плоди.